# Moritz Pristauz
Moritz Bernd Pristauz-Telsnigg (* 23. März 1996 in Graz) ist ein österreichischer Beachvolleyballspieler.

## Karriere
Pristauz stammt aus einer Volleyball-Familie. Sein Großvater war Trainer und seine Eltern waren als Spieler aktiv. Er spielte selbst als Jugendlicher bei UVC Graz in der Halle, wechselte dann aber zum Beachvolleyball. Bei der U18-Europameisterschaft 2013 in Maladsetschna unterlag er mit Paul Buchegger erst im Finale den Russen Stojanowski/Jarsutkin. 2014 erzielte er mit wechselnden Partnern einige Top-Ten-Ergebnisse auf der nationalen Tour. Bei der U19-WM in Porto wurde er mit Johannes Kratz Fünfter, während er bei der U20-EM in Cesenatico mit Philipp Waller früh ausschied.
2015 bildete Pristauz – zunächst auf der nationalen Tour – ein Duo mit Martin Ermacora. Seinen ersten Auftritt bei der FIVB World Tour hatte er jedoch mit Simon Frühbauer beim Gstaad Major, wo er in der Qualifikation scheiterte. Bei der U22-EM in Macedo de Cavaleiros wurden Ermacora/Pristauz Fünfte. Bei der U20-EM in Larnaka spielte Pristauz mit Felix Friedl und kam auf den 17. Platz. Bei den Xiamen Open nahmen Ermacora/Pristauz dann erstmals gemeinsam an einem Turnier der FIVB World Tour teil und kamen als Neunte sofort in die Top Ten. 2016 absolvierten sie in Rio de Janeiro ihr erstes Grand-Slam-Turnier. Mit Friedl wurde Pristauz Neunter der U21-WM in Luzern. Beim CEV-Satellite-Turnier in Baden wurden Ermacora/Pristauz Siebte, während sie auf der World Tour auf hinteren Plätzen blieben. Beim Major in Klagenfurt kamen sie ebenso auf den 17. Rang wie beim CEV-Masters in Jūrmala. Zwischen diesen beiden Turnieren wurde Pristauz mit Maximilian Trummer in Thessaloniki nach einer Finalniederlage gegen das norwegische Duo Mol/Sørum Vize-Europameister der U22.
2017 belegten Ermacora/Pristauz beim Drei-Sterne-Turnier in Xiamen wieder den 17. Platz. Bei der U22-EM in Baden gewann Pristauz mit Paul Buchegger die Bronzemedaille. Für die Weltmeisterschaft in Wien erhielten Ermacora/Pristauz nach der Auswahl durch den österreichischen Volleyballverband eine Wildcard und belegten dort den 17. Rang.
2018 erreichte das Beachvolleyballteam Ermacora/Pristauz in Wien beim 5-Sterne FIVB-Major-Turnier auf der Donauinsel den neunten Rang. Der größte Erfolg bisher gelang Pristauz 2019 bei der Europameisterschaft in Moskau, mit Partner Ermacora holte sich das ÖVV-Duo die Bronzemedaille. Des Weiteren holten sie in Qinzhou in China ihre erste World-Tour-Medaille.
Nach corona- und verletzungsbedingten Pausen starteten Pristauz/Ermacora 2022 wieder richtig durch. Neben der WM- und EM-Teilnahme holten die beiden Bronze in Doha und Silber in Espinho auf der Beach Pro Tour sowie Platz fünf in Kapstadt. Besonderes Highlight dieses erfolgreichen Jahres war der Nations-Cup in Wien am Heumarkt, bei dem das Team Österreich den vierten Platz erreichte.
Von Jänner 2023 bis Mai 2024 spielte Moritz Pristauz mit Robin Seidl. Das neugebildete Duo startete erfolgreich, belegte beim FIVB Challenge-Turnier in La Paz den dritten Platz und stand bei den ÖMS in Baden als Staatsmeister 2023 ganz oben am Podest. Gemeinsam qualifizierten sie sich als zweites österreichisches Männerduo für die WM 2023 in Tlaxcala, wo sie den geteilten 17. Platz belegten. Ihren bisher größten Erfolg gelang Pristauz und Seidl im Oktober beim FIVB Challenge-Turnier in Goa, bei dem sie im Endspiel gegen die Spanier Herrera/Gavira nach einem 9:14 Punkterückstand im dritten Satz ihren ersten Sieg auf der Beach Pro Tour schafften. Nach einem neunten Platz beim Elite16-Turnier in João Pessoa siegten sie auch beim Challenge-Turnier im philippinischen Nuvali.
2025 spielt Pristauz mit Julian Hörl. Bestes Ergebnis von Hörl/Pristauz auf der World Pro Tour war ein neunter Platz beim Elite16-Turnier im Mai in Ostrava. Mit Alexander Horst gewann Pristauz auf der German Beach Tour 2025 im August das erste Turnier in Berlin.

## Berufliches
Pristauz ist Sportler im Heeressportzentrum des Österreichischen Bundesheers. Als Heeressportler trägt er derzeit den Dienstgrad Korporal.

## Privates
Mit Partnerin Oda Ulveseth wurde Moritz Pristauz das erste Mal Vater, Tochter Emilie kam im August 2022 auf die Welt.